# Гола цеста
„Гола цеста“ је југословенски филм из 1961. године. Режирао га је Иван Хетрих, а сценарио је писао Иво Штивичић.

## Улоге
| Глумац            | Улога |
| ----------------- | ----- |
| Павле Богдановић  |       |
| Адем Чејван       |       |
| Јурица Дијаковић  |       |
| Звонимир Ференчић |       |
| Фрањо Фрук        |       |
| Младен Шермент    |       |
| Бора Тодоровић    |       |